# 吉田寺 (奈良県斑鳩町)

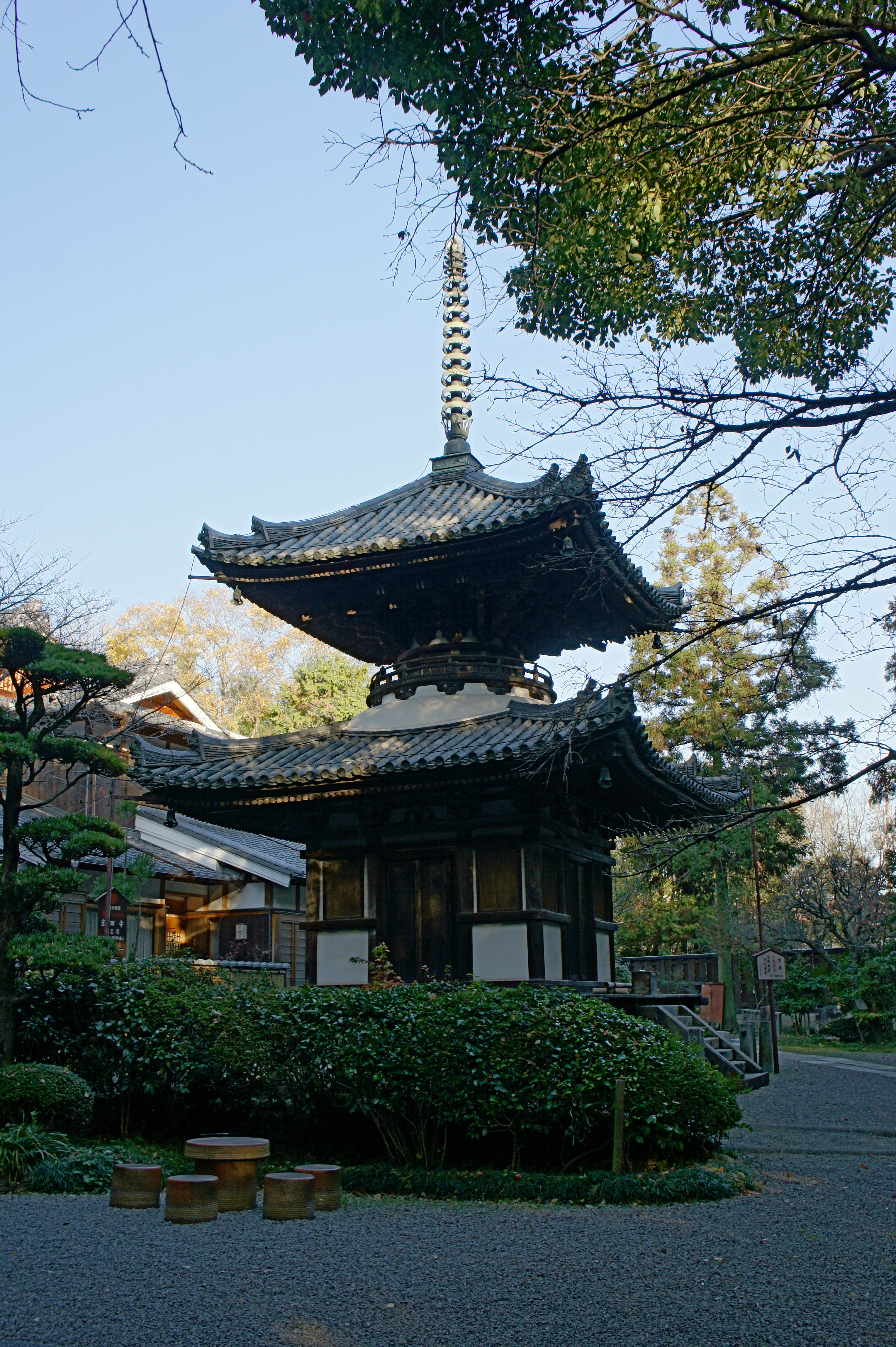
多宝塔

吉田寺（きちでんじ）は、奈良県生駒郡斑鳩町小吉田にある浄土宗の寺院。山号は清水山。本尊は阿弥陀如来。俗にぽっくり寺の名で親しまれ、年配の参拝者が多い。

## 歴史
寺伝によれば天智天皇の勅願により創建されたとされ、境内には妹で孝徳天皇の皇后である間人皇女（はしひとのひめみこ）を葬ったとされる古墳がある。平安時代の永延元年（987年）に天台僧・源信（恵心僧都）が開山したとも伝えられる。
『吉田寺因録』によれば、無宗だった吉田寺は元禄3年（1690年）に浄土宗へ改宗された。安永3年（1774年）には鐘楼が寄進され、翌年には鐘楼堂が建立されている。また、文久3年（1863年）には本堂の再建が行われた。

### ぽっくり寺
昭和47年（1972年）、有吉佐和子の『恍惚の人』が出版されベストセラーになった。題材となった認知症への恐怖感が高まると、安らかな往生のご利益がある寺院がマスコミに取り上げられ世間の注目を集めるようになった。吉田寺にも参拝客が殺到し一時期は10台を超える観光バスが出入りしていた。

## 文化財

### 重要文化財
- 多宝塔（重要文化財） - 墨書銘によると寛正4年（1463年）の建立。小ぶりながら均整のとれた美しい塔で、内部には秘仏の大日如来像が安置されている
- 木造阿弥陀如来坐像 - 当寺の本尊。像高225.8cm[3][4]。恵心僧都（源信）が栗の巨木から作ったとの伝えがあるが、実際は平安時代後期の作である。

### その他
- 本堂
- 庫裏
- 鐘楼
- 慈母観音菩薩
- 延命地蔵堂
- 清水の古墳 - 間人皇女の墓とされる。
- 山門

## アクセス
- JR大和路線・近鉄生駒線王寺駅より奈良交通バスで8分、「竜田神社」下車、徒歩すぐ

## 周辺
- 龍田神社
- 奈良県立竜田川公園
- 藤ノ木古墳
- 法隆寺